# Американская лисица
Американская лисица (лат. Vulpes macrotis) — хищное млекопитающее рода лисиц семейства псовых. Обитает в пустынях и засушливых районах западной части Северной Америки, соответствует юго-западу США и северу Мексики. Встречается на высоте 400—1900 метров над уровнем моря, избегая местности, где склоны занимают > 5 % территории. Может использовать сельскохозяйственные земли, особенно сады, в ограниченном объёме, а также может жить в городской среде.

## Этимология
Родовое имя лат. Vulpes происходит из латинского языка и означает «лиса», видовое имя macrotis образовано греческим корнем греч. macros, что означает «длинный» или «большой» и греч. otos — «ухо».

## Описание
Длина тела 37,5—50,0 см, длина хвоста 22,5—32,3 см, вес самцов 2,2 кг, вес самок 1,9 кг.
Спина светло-седая или желтовато-серая, плечи и бока от жёлто-коричневого до оранжевого, брюхо белое. Уши расположены близко друг к другу. Тело тонкое, хвост пушистый, слегка сужающийся к концу, составляет около 40 % длины тела. Ноги длинные, стройные, подошвы ног хорошо покрыты волосами. Покровный волос менее 50 мм в длину и особенно плотный в середине спины. Уши рыжевато-коричневые или серые сзади, меняя окраску на жёлто-коричневую или оранжевую у основания. Мордочка по бокам и все вибриссы черноватые или коричневатые. Хвост около 60—70 мм толщиной, серый кроме проксимальной (и чем ближе к месту прикрепления) половины нижней поверхности, которая жёлто-коричневого цвета. Кончик хвоста чёрный. Зубная формула: I 3 /3 , C 1/ 1 , P 4 /4 , M 2 /3 = 42.

## Образ жизни
Место жительства тесно связано со степью и пустыней, как правило, с покрытием из кустарников или трав. Логова, как правило, имеют несколько входов, от 2 до 24. Лисьи семьи имеют сеть нор в благоприятных районах и могут переходить от одной к другой в течение года, в результате чего большинство из них вакантные в любой момент времени. Американская лисица — ночной вид, который может проходить несколько километров в сутки в течение охоты. Его рацион состоит в основном из грызунов, таких как кенгуровые прыгуны (Dipodomys) и зайцеобразные. Обычно взрослые самцы и самки живут вместе, хотя и не обязательно постоянно, и иногда присутствует вторая самка. Когда самка выкармливает детёнышей, она редко выходит из логова и самец обеспечивает её пищей .

## Размножение
Спаривание происходит с декабря по февраль, потомство рождается в феврале — марте. Беременность длится около 50-60 дней. Как правило, рождается четыре или пять детёнышей весом около 40 граммов каждый, но в году возможен только один приплод. Из норы они выходят к концу первого месяца и начинают сопровождать своих родителей на третий — четвертый месяц. Семья распадается осенью. Один экземпляр V. macrotis в неволе жил 20 лет, несмотря на факт, что в природе особи живут 3-4 года, а в неволе — обычно до 13 лет.

## Генетика
Кариотип характеризуется диплоидным числом хромосом, 2n = 50.

## Природоохранный статус
Основной угрозой является потеря среды обитания, его фрагментация и деградация, связанные с сельскохозяйственным, промышленным и городским развитием. В Мексике, эту лису иногда продают нелегально на рынке домашних животных. Животных добывают ради меха в некоторых штатах США, не используя при этом в коммерческих целях. На некоторых территориях проживания данный вид находится под угрозой исчезновения. Обитает в природоохранных зонах.